# عمود تجزئة

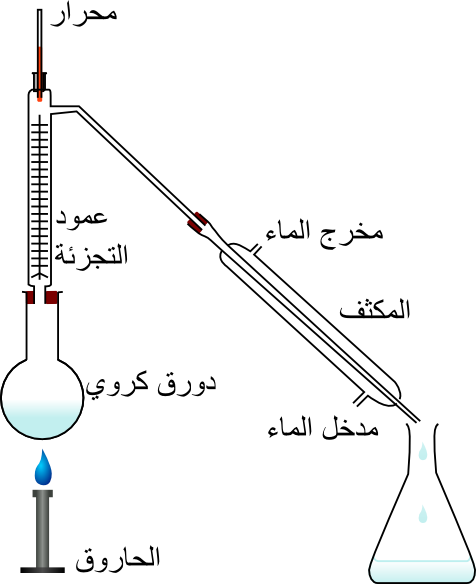

عمود التجزئة في الكيمياء هو جزء أساسي في عملية فصل المخاليط السائلة وتقطير مخلوط سوائل بغرض فصل المكونات عن بعضها. ويتم ذلك بفصل مكونات الخليط السائل أو أجزائه عن طريق استغلال اختلاف تطايرية المكونات المكونة للمخلوط. ويستخدم عمود التجزئية إما معمليا في نطاق صغير؛ وعندما يطبق على نطاق صناعي كبير مثل مصافي تكرير النفط يسمى برج التقطير.

## التقطير والتجزئة معمليا
في المختبر، يتم تجزئ برج التقطير إلى أجزاء تستخدم لفصل مكونات السائل القريبة من بعض في الخصائص ومن الممكن أيضا أن يسمى برج التجزئة.

## اقرأ أيضا
- تقطير جزئي
- تقطير النفط
- تقطير إتلافي
- تقطير جاف
- معادلة فينسك
- طبق نظري